# NGC 1456
NGC 1456 في الفهرس العام الجديد، هو نجم ثنائي، يقع في كوكبة الثور (كوكبة). اكتشف في 1886 .

## روابط خارجية
- NGC 1456 على موقع ويكي سكاي: DSS2, SDSS, GALEX, IRAS, Hydrogen α, X-Ray, Astrophoto, Sky Map, Articles and images